# Легенда «Титаника»
Легенда Титаника (итал. La leggenda del Titanic) — итальянский анимационный фильм 1999 года режиссёров Орландо Корради и Ким Джун Ока на основе вольной адаптации истории гибели лайнера Титаник. В 2004 году был выпущен полнометражный сиквел «В поисках Титаника» и в 2010 году — 26-серийный мультсериал «Fantasy Island».

## Сюжет
В современном Нью-Йорке Топ Коннорс — старая мышь-моряк — рассказывает своим внукам, «правдивую» историю «Титаника».
В апреле 1912 года, Коннорс был членом мышиной корабельной команды на первом и единственном рейсе «Титаника» из Саутгемптона в Нью-Йорк. Встретив сородича из Бразилии Ронни, Коннерс быстро становится с ним друзьями, а также влюбляется в его сестру Стеллу.
Тем временем, события происходят и на «человеческом уровне». На «Титаник» садится семейство богатого герцога, занимающего видное положение в китобойном бизнесе, с дочерью Элизабет. Отец и мачеха Элизабет пытаются выдать её замуж за мистера Эдварда Мальтравеса, богатого китобоя. На самом деле Эдварду хочется получить для себя определённые китобойные привилегии. Элизабет недовольна идеей этого брака.
В ходе плавания Элизабет влюбляется в цыганского барона Дон Хуана. Коннорс и его друг, бразильская мышь Ронни, знают все о том, что происходит с Элизабет из своих наблюдений из вентиляционной системы корабля. Они решают помочь ей. Когда Элизабет идёт на нос корабля ночью, дельфины рассказывают ей о замысле Эдварда. Слуга Эдварда на корме вызывает акулу-уголовника по имени Лёд.
Коннерс и Ронни помогают организовать встречу и танец для Элизабет и Хуана. Элизабет рассказывает отцу, что она хочет выйти замуж за Хуана, и он соглашается, но мачеха Элизабет приходит в ярость. В сговоре, мачеха и Эдвард решают сделать что-то кардинальное теперь, когда стало ясно, что Элизабет не выйдет за Эдварда замуж. Они решают утопить Титаник с помощью тигровая акулa Льда и его банды акул. Лёд и его банда акул решают, потопить Титаник при помощи айсберга. Они обманывают осьминога по имени Щупальца, предлагая ему соревнование: кто бросит кусок льда дальше. На Титанике, герцог вынужден подписать привилегии на китобойный промысел для Эдварда под дулом пистолета и Эдвард со своим окружением бежит с «Титаника» в спасательной шлюпке, но мыши ломают корабельный телеграф и не дают отправить телеграмму на китобойное судно, которое должно подобрать шлюпку, и она пропадает в океане.
Титаник не может отвернуть от айсберга из-за акул, заблокировавших руль и затем быстро начинает тонуть. Дельфины ругают осьминога за создание угрозы для сотней жизней на борту Титаника, и Щупальца спешит к «Титанику» в попытке выиграть время для спасения пассажиров. Элизабет, Хуан, Коннорс и Ронни прыгают в воду, их спасает кит. Утром пассажиры и команда «Титаника», до последнего удерживаемого осьминогом от разлома, будут взяты на борт «Карпатии».
Коннерс печально вспоминает героев прошедших событий, в том числе осьминога, который утонул, придавленный Титаником, и мышь Камамбера, который погиб при ремонте телеграфа на корабле. Вдруг все видят огромную флотилию китов и дельфинов в Бруклинской гавани: Щупальца и Камамбер выжили, и в гавани начинаются танцы. Фильм заканчивается сценой, в которой старый Коннерс и Стелла снова в современном Нью-Йорке, и Коннорс рассказывает мышатам, что на китов по-прежнему охотятся.